# Early megye
Early megye az Amerikai Egyesült Államokban, azon belül Georgia államban található. Megyeszékhelye és legnagyobb városa Blakely. Lakosainak száma 10 854 fő (2020. április 1.). Early megye Clay, Calhoun, Baker, Miller, Seminole, Houston és Henry megyékkel határos.

## Népesség
A megye népességének változása:
| Lakosok száma | 10 962 | 10 731 | 10 599 | 10 542 | 10 575 | 10 854 |
|               | 2010   | 2011   | 2012   | 2013   | 2015   | 2020   |